# Cantonul Montmirail (Sarthe)
Cantonul Montmirail (Sarthe) este un canton din arondismentul Mamers, departamentul Sarthe, regiunea Pays de la Loire, Franța.

## Comune
| Comune                  | Populație (1999) | Cod poștal | Cod INSEE |
| ----------------------- | ---------------- | ---------- | --------- |
| Champrond               | ...              | 72320      | 72057     |
| Courgenard              | ...              | 72320      | 72105     |
| Gréez-sur-Roc           | ...              | 72320      | 72144     |
| Lamnay                  | ...              | 72320      | 72156     |
| Melleray                | ...              | 72320      | 72193     |
| Montmirail              | ...              | 72320      | 72208     |
| Saint-Jean-des-Échelles | ...              | 72320      | 72292     |
| Saint-Maixent           | ...              | 72320      | 72296     |
| Saint-Ulphace           | ...              | 72320      | 72322     |